# 二丙酮醇
二丙酮醇，结构式CH3COCH2C(OH)(CH3)2。

## 性质
无色稍有薄荷气味液体。与水、醇、醚、芳烃和卤代烃等溶剂混溶，但不与高碳脂肪烃混溶。在碱性溶液中易分解为丙酮。可燃。低毒，对皮肤刺激性小。与水形成二元共沸物，共沸点99.8°C，含水87.3％（重量）。

## 制备

从丙酮缩合制备二丙酮醇

由两分子丙酮在碱作用下发生羟醛加成制备。

## 用途
用作中沸点溶剂，用于溶解树脂、醋酸纤维素、硝酸纤维素、乙基纤维素、聚乙酸乙烯酯、聚苯乙烯和有机玻璃等，但不能溶解橡胶。此外，也用作木材防腐剂、金属清洁剂、药物抗沉剂和有机合成原料等，用于异丙叉丙酮和溶剂甲基异丁基酮的制取。